# Předehra (hudba)
Předehra (ouvertura) je úvodní instrumentální část opery, činohry, hudebního cyklu apod.

## Historie
Zpočátku šlo pouze o krátkou skladbu, která měla jediný účel, ohlásit začátek představení. V 17. století se obecně označovala jako sinfonia. Tyto první předehry byly zpravidla dvoudílné, při čemž první díl byl pomalý v sudém taktu a druhý díl rychlý, obvykle ve tříčtvrtečním taktu. Od tohoto počátku se vyvinuly další typy.

## Francouzská ouvertura
Francouzská ouvertura byla obvyklým typem barokní předehry. Byla třídílná. V podstatě šlo o dosavadní předehru, ke které byl připojen ještě třetí díl, obsahující návrat k tématu prvního dílu. První část měla slavnostní až patetický ráz, druhá část měla často fugovanou formu. Poprvé se objevila v roce 1659 v baletu Alcidiane Jeana-Baptista Lully uvedeného v Paříži.
Baletní hudba z oper se zpravidla sestavovala do suit, které byly koncertně provozovány samostatně. Na úvod takové suity se hrála operní předehra. Skladatelé pak začali komponovat samostatné hudební suity bez vztahu k jakékoliv opeře. I ty byly zahajovány ouverturou. V dalším stupni vývoje pak komponovali i samostatné ouvertury bez jakéhokoliv pokračování.

## Neapolská ouvertura
Alessandro Scarlatti v roce 1696 zavedl do praxe nový typ předehry, která se označovala jako neapolská. Měla rovněž třídílnou formu, ale první díl byl rychlý, druhý díl volný, zpěvný, zpravidla s jedním koncertním nástrojem a orchestrálním doprovodem. Třetí část byla opět rychlá a obvykle měla taneční charakter. Tento sled dílů se stal obvyklým nejen pro předehry, ale i pro instrumentální sonáty, koncerty a symfonie.

## Klasická ouvertura
V průběhu 18. století se ouvertura oprošťuje od formální vázanosti a spíše se zajímá o tematickou vazbu na vlastní operu, či alespoň na její první dějství. To lze pozorovat již v operách Rameauových a Gluckových.

## Předehry romantismu a současnosti
U Beethovena se předehra stává samostatným symfonickým dílem, které ve zkratce anticipuje děj. Podobně je tomu u většiny romantických oper i předeher komponovaných pro činohru. Formální stavba je zcela volná, jde o proud hudby, který má charakterizovat následující představení. Předehra pak velice často přechází do děje opery bez jakéhokoliv přerušení. Příkladem může být Wagnerův Tristan a Isolda.

## Koncertní předehry
Z předeher původně vázaných na nějakou jinou hudební formu (operu, oratorium apod.) se postupně vyvinula samostatná hudební forma. Koncertní předehry jsou zpravidla druhem programní hudby. Mají za úkol hudebními prostředky popisovat přírodní krásy, hnutí duše, nebo i nějaký mimohudební děj. Jsou to tedy spíše menší symfonické básně.